# ЦДНА (спортен клуб)
Вижте пояснителната страница за други значения на ЦДНА.
| ← | 1952 – 1963 | → |

ЦДНА е името, под което ОСК ЦСКА (София) се състезава през периода от 1952 до 1963 г. Съкращението ЦДНА означава Централен дом на народната армия

## История

### Футбол

#### В България
В А група армейците са безпрецедентен лидер успявайки да спечелят 9 поредни титли.
Схемата, по която играе отборът, е модифицирана версия на класическата „W-M“. Разликите са в разположението на двамата халфове и на централния нападател. Халфовете – Гавраил Стоянов и Стефан Божков са подредени един зад друг.
Другата особеност на „W-M“ на армейците е, че централният нападател Панайот Панайотов не е забит на върха на атаката. Идеята е Панайотов да се връща дълбоко към центъра, увличайки противниковата отбрана и по този начин да отваря коридори, в които да нахлуват крилата Иван Колев и Крум Янев от лявата страна и Димитър Миланов и Георги Димитров (Червения) от дясната. Вместо последния понякога се подвизава Стефан Т. Стефанов, който до идването на Крум Янев играе отляво, след което губи титулярното си място и е преместен отдясно. Като централен нападател в някои мачове играе и Петър Михайлов.
Защитата на ЦДНА включва Манол Манолов в центъра, отдясно Кирил Ракаров и отляво Георги Енишейнов. На вратата е Георги Найденов, като в много кратки периоди той е заместван от Георги Кекеманов (в началото) и Христо Андонов.
Много са големите и фундаментални играчи за този отбор – Стефан Божков, Иван Колев, Димитър Миланов, Манол Манолов, Панайот Панайотов, Георги Найденов. Много често повече от половината титулярен отбор на армейците е и титулярен на националния отбор.
Треньорът Крум Милев години наред използва една ограничена група от 15 – 16 души.
През 1960 година започва плавна смяна на поколенията в ЦСКА. По това време се оттеглят Стефан Божков, Димитър Миланов, Крум Янев и др.
През 1954, 1955 и 1961 армейците печелят и вторият по важност в България турнир Купата на Съветската армия.

#### В Европа
ЦДНА дебютира в европейските клубни турнири през 1956 г. в осминафинал от КЕШ срещу Динамо (Букурещ). Армейците побеждават Динамо с 8:1 в първия мач София и губят с 3:2 в Букурещ. На четвъртфинала армейците отпадат от Цървена звезда след загуба с 3:1 в Белград и победа с 2:1 в София.
През сезон 1957/58 армейците отпадат от Вашаш (Будапеща) в 16-ина финалният рунд на КЕШ след победа с 2:1 в София и катастрофална загуба с 6:1 в Будапеща.
Сезон 1958/59 изправя армейците срещу силният отбор на Атлетико (Мадрид). Първият мач в Мадрид е загубен с 2:1, като гол за армейците вкарва Георги Димитров (Червения). В реванша армейците побеждават с гол на Гацо Панайотов в 64-тата минута. В целия мач Атлетико имат само 2 точни удара във вратата на ЦДНА. Общо отправените удари към вратата са 20:5 в полза на ЦДНА, а точните удари са 12:2. Така според правилата на УЕФА, поради равният резултат, се налага изиграване на трети мач. Мачът е насрочен да се играе на стадион Сервет в Женева, Швейцария. В 18-ата минута на мача армейците повеждат чрез Крум Янев. Три минути по-късно Кирил Ракаров спъва противников футболист извън наказателното поле, но съдията странно отсъжда дузпа, която вратарят Георги Найденов спасява. В 38-ата минута Иван Колев вкарва красив гол, който съдията отменя без обяснение. Малко след това Рафа е изгонен с червен картон. В 41-вата минута чрез Вава Атлетико успява да изравни резултата. През второто полувреме по-деен е отборът на Атлетико, а вратарят на ЦДНА пази със спукана кост на лявото рамо. В продълженията испанците вкарват два гола единия от дузпа. След мача дори световните медии като Гадзета дело спорт и Екип упрекват съдията за отсъжданията. По-късно се разбира, че Атлетико са се опитали да подкупят ръководството на ЦДНА с 1 милион песети за загуба на ЦДНА в София и отново за загуба в редовното време на третия мач. Ръководството на ЦДНА подава контестация с искане мачът да се преиграе. УЕФА обаче я отхвърля, като се позовава на член 12 от правилника, съгласно който решенията на съдията са окончателни.
През сезон 1959/60 армейците играят с испанския колос ФК Барселона в 1/16 финал на КЕШ. Първият мач в София завършва 2:2 с голове на Ракаров (16) и Колев (80) за армейците и Сегара (30) и Мартинес (60) за каталунците. В реванша ЦДНА губи с 6:2.
Следващият сезон изправя армейците срещу Ювентус в 1/16 финал на КЕШ. В първия мач в Торино ЦДНА губи с 2:0. На реванша в София ЦДНА побеждава с 4:1 с голове на Ковачев (19, 57), Панайотов (68) и Никола Цанев (76). В осминафинала ЦДНА играе с Малмьо. В първия мач в Стокхолм на наводнения стадион на Малмьо шведите печелят с 1:0. Реванша завършва 1:1 и по този начин ЦДНА отпада от надпреварата.
През сезон 1961/62 ЦДНА играе с чешкия армейски отбор Дукла (Прага). Мача в София завършва 4:4, а реваншът в Прага 2:1 за Дукла.
В последния сезон на ЦДНА на 1/16 финал българските армейци играят с югославските от Партизан. ЦДНА побеждава и в двата мача 2:1 в София и категорично 4:1 в Белград. На осминафинала ЦДНА играе с Андерлехт. Първият мач завършва 2:2 в София, а в Брюксел Андерлехт бият с 2:0.

## Успехи

### Футбол
Периода 1954 – 1962 е най-успешният за ЦСКА. През този период отборът не изпуска първото място и завършва с рекордна серия от 9 поредни титли.
Най-големият успех на ЦСКА „Септемврийско знаме“ е класиране за полуфинал за КЕШ през 1982
- За периода ЦСКА става шампион на България 9 пъти (1954, 1955, 1956, 1957, 1958, 1959, 1960, 1961, 1962).
- 3 пъти носител на Купата на Съветската армия (1954, 1955, 1961).
- 1 път четвърт финалист за КЕШ.

## Футболисти
През периода в отбора играят едни от най-известните български футболисти като Стефан Геренски, Панайот Панайотов, Георги Цветков, Стефан Т. Стефанов, Стефан Божков, Димитър Миланов, Манол Манолов, Гаврил Стоянов, Кирил Ракаров, Иван Колев, Георги Енишейнов, Крум Янев, Георги Димитров (Червения), Георги Найденов, Никола Ковачев, Панталей Димитров, Никола Цанев, Иван Ранков, Димитър Якимов, Васил Романов, Борис Гаганелов, Борис Станков, Стоян Йорданов и др.

## Тренори
През целия деветгодишен период треньор на отборът е Крум Милев.